# 宮部和裕
宮部 和裕（みやべ かずひろ、1973年6月21日 - ）は、CBCテレビ（CBC）のアナウンサー。

## 来歴・人物
愛知県名古屋市西区出身。西春日井郡春日中学校「春日村」最後の卒業生。愛知県立千種高等学校を経て、早稲田大学人間科学部卒業。学生時代は野球部に所属し、中学時にはイチローと対戦した。早稲田大学では、早大アナウンス研究会に所属、同期のフリーアナウンサー大澤幹朗（元IBC岩手放送）、石黒新平（元東北放送）、田路和也らと幹部を務めた。
1997年、CBCに入社。スポーツアナとして各種スポーツ実況を担当、ドラゴンズの常勝時代を含め、実に6度ものビールかけ生中継を経験。デビュー時から、横浜ベイスターズの駒田徳広の2000本安打を担当。中日ドラゴンズの山本昌投手の史上最年長ノーヒットノーランも実況。ルーキー石川昂弥のプロ初打席初ヒットなど、意外と多くの名シーンを実況する幸運も持ち主。必ず自筆サインには「心の実況」と名前より大きく書き記し、ドラゴンズへの言霊を信じて実況する。
高校ラグビー、ボクシング、サッカーグランパス戦、ゴルフ、ボーリング、などスポーツ中継を担当。ポールダンス中継では、JNNアノンシスト賞を受賞。
サカナクションのボーカル山口一郎とは、ドラゴンズ愛の縁で交友があり、番組にたびたび出演。TV中継の年間テーマ曲として『アルクアラウンド』が流れたり、根尾昂選手が打席テーマ曲に『モス』を選ぶきっかけのひとつになるなどする。

## エピソード
中日ドラゴンズに所属していたエクトル・ルナ、アンダーソン・エルナンデス、リカルド・ナニータの3選手の総称「3D」や、田島慎二の愛称「タジ魔神」の名付け親でもある。2022年にはミラクル8が好評だった。

## 現在の出演番組

### ラジオ
- CBCドラゴンズナイター
- ドラ魂キング（水曜日）
- CBCニュース

### テレビ
- 燃えよドラゴンズ他スポーツ中継（J1グランパス戦、高校ラグビーなど）
- J SPORTS STADIUM（CBC制作分）
- CBCニュース
- うまい!の極み（ナレーション）

## 過去の出演番組

### テレビ
- ニュースな日曜日（2003年4月～2006年3月）
- グランパスTVプラス
- チャント!（リポーター、2023年10月24日、2024年3月14日）「ぶっつけ!生でおじゃまします」

#### 他局の出演
- 週刊さんまとマツコ（TBSテレビ）（2025年1月23日SP、1月26日#163）

### ラジオ
- CBCサンデーミュージック「ひるパレ」
- 宮部和裕のドラゴンズワールド火曜日編集長
- サウンド・アスリート（木曜日）
- サンデーみか 〜Mika's MUSIC MUSEUM〜（「ドラハート」のコーナー、宮部の後任は西村俊仁）
- 晩ドラ（ドラゴンズナイターの放送がない時）
- 宮部和裕のミュージックストライク（2019年度のナイターオフ期間限定番組）